# شین لگ
شین لگ (انگلیسی: Shane Legg؛ زادهٔ) دانشمند در زمینه یادگیری ماشینی اهل نیوزیلند است.